# Collegio uninominale Friuli-Venezia Giulia - 03 (2017)
Il collegio elettorale uninominale Friuli-Venezia Giulia - 03 è stato un collegio elettorale uninominale della Repubblica Italiana per l'elezione della Camera tra il 2017 ed il 2022.

## Territorio
Come previsto dalla legge elettorale italiana del 2017, il collegio era stato definito tramite decreto legislativo all'interno della circoscrizione Friuli-Venezia Giulia.
Era formato dal territorio di 42 comuni: Bagnaria Arsa, Bicinicco, Buttrio, Campoformido, Carlino, Castions di Strada, Chiopris-Viscone, Cividale del Friuli, Cordovado, Corno di Rosazzo, Gonars, Latisana, Lignano Sabbiadoro, Manzano, Marano Lagunare, Moimacco, Morsano al Tagliamento, Mortegliano, Muzzana del Turgnano, Palazzolo dello Stella, Palmanova, Pavia di Udine, Pocenia, Porpetto, Pozzuolo del Friuli, Pradamano, Precenicco, Premariacco, Remanzacco, Rivignano Teor, Ronchis, San Giorgio di Nogaro, San Giovanni al Natisone, San Vito al Torre, Santa Maria la Longa, Talmassons, Tavagnacco, Torviscosa, Trivignano Udinese, Udine, Varmo e Visco.
Il collegio era quindi compreso tra la provincia di Udine e la provincia di Pordenone.
Il collegio era parte del collegio plurinominale Friuli-Venezia Giulia - 01.

## Eletti
| Elezione | Elezione | Deputato          | Partito |
| -------- | -------- | ----------------- | ------- |
|          | 2018     | Daniele Moschioni | Lega    |

## Dati elettorali

### XVIII legislatura
Come previsto dalla legge elettorale, 232 deputati erano eletti con sistema a maggioranza relativa in altrettanti collegi uninominali a turno unico.
| Candidati              | Candidati                   | Voti    | %     | Liste                                | Voti    | %     |
| ---------------------- | --------------------------- | ------- | ----- | ------------------------------------ | ------- | ----- |
|                        | Daniele Moschioni ✔️ Eletto | 69 594  | 43,40 | Lega                                 | 41 058  | 25,61 |
| Forza Italia           | Daniele Moschioni ✔️ Eletto | 69 594  | 43,40 | 18 168                               | 11,33   |       |
| Fratelli d'Italia      | Daniele Moschioni ✔️ Eletto | 69 594  | 43,40 | 8 222                                | 5,13    |       |
| Noi con l'Italia - UDC | Daniele Moschioni ✔️ Eletto | 69 594  | 43,40 | 2 146                                | 1,34    |       |
|                        | Domenico Balzani            | 38 368  | 23,93 | Movimento 5 Stelle                   | 38 368  | 23,93 |
|                        | Francesco Martines          | 37 274  | 23,25 | Partito Democratico                  | 30 001  | 18,71 |
| +Europa                | Francesco Martines          | 37 274  | 23,25 | 5 845                                | 3,65    |       |
| Civica Popolare        | Francesco Martines          | 37 274  | 23,25 | 741                                  | 0,46    |       |
| Italia Europa Insieme  | Francesco Martines          | 37 274  | 23,25 | 687                                  | 0,43    |       |
|                        | Chiara Casasola             | 4 995   | 3,12  | Liberi e Uguali                      | 4 995   | 3,12  |
|                        | Domenico Sguazzino          | 2 336   | 1,46  | CasaPound                            | 2 336   | 1,46  |
|                        | Diego Navarria              | 1 578   | 0,98  | Patto per l'Autonomia                | 1 578   | 0,98  |
|                        | Federico Corso              | 1 257   | 0,78  | Italia agli Italiani                 | 1 257   | 0,78  |
|                        | Patrizia Bortolotti         | 1 151   | 0,72  | Il Popolo della Famiglia             | 1 151   | 0,72  |
|                        | Anna Manfredi               | 1 093   | 0,68  | Potere al Popolo!                    | 1 093   | 0,68  |
|                        | Lara Manazzon               | 725     | 0,45  | Partito Valore Umano                 | 725     | 0,45  |
|                        | Maria Camilla Bigliardi     | 559     | 0,35  | 10 Volte Meglio                      | 559     | 0,35  |
|                        | Giacomo Bonetti             | 405     | 0,25  | Per una Sinistra Rivoluzionaria      | 405     | 0,25  |
|                        | Sabrina D'Amato             | 389     | 0,24  | Siamo                                | 389     | 0,24  |
|                        | Giovanni Palumbo            | 305     | 0,19  | Rinascimento MIR                     | 305     | 0,19  |
|                        | Maria Cristina Zanella      | 165     | 0,10  | Lista del Popolo per la Costituzione | 165     | 0,10  |
|                        | Rosalia Schembri            | 144     | 0,09  | Blocco Nazionale per le Libertà      | 144     | 0,09  |
| Totale                 | Totale                      | 160 338 | 100   |                                      | 160 338 | 100   |
|                        |                             |         |       |                                      |         |       |
| Voti non validi        | Voti non validi             | 5 720   | 3,44  |                                      |         |       |
| Votanti                | Votanti                     | 166 058 | 76,25 |                                      |         |       |
| Elettori               | Elettori                    | 217 779 |       |                                      |         |       |